# Benjamin Calau

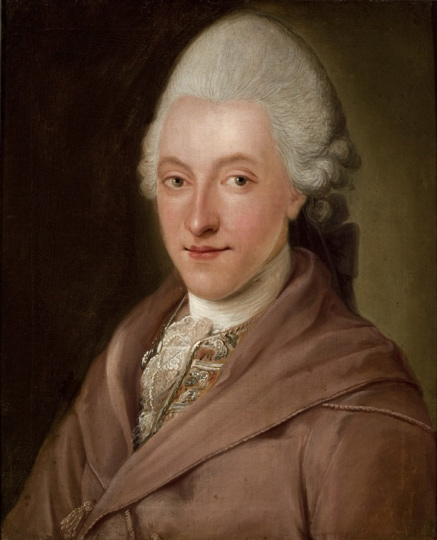
Porträtt av Johann Benjamin Michaelis av Benjamin Calau, 1770.

Benjamin Calau, född 1724 i Friedrichstadt i Holstein, död 1785, var en tysk porträttmålare, som använde sig av vaxmålning som teknik.
Benjamin Calau var son till målaren Christoph Calau. Han utbildade sig för sin far och följde 1743 med honom till Sankt Petersburg i Ryssland. Han återvände till Tyskland 1746. Han flyttade till Leipzig 1752 och utsågs till hovmålare där 1750. Han målade huvudsakligen verkliga porträtt samt huvuden som han fantiserade fram. Han målade främst i mörka nyanser, ofta genom att använda ett slags "kartagiskt" eller "puniskt" bivax ("cire éléodorique"), vilket han själv utvecklat i syfte att återuppliva en vaxmålningsteknik som användes under antiken. År 1769 publicerade han en bok om denna metod med namnet Ausführlicher Bericht, wie das Punische oder das Eleodorische Wachs aufzulösen.
Han målade ett antal porträtt för Johann Wilhelm Ludwig Gleims "Freundschaftstempel", en tavelsamling över poetens vänner, som sammanlagt innehöll över 120 verk vid Gleims död och fanns i två rum i dennes hem Gleimhaus i Halberstadt.
År 1771 flyttade han till Berlin, där Preussens kung gav honom monopol för tillverkning och försäljning av bivax ("puniskt vax").
 I Berlin hjälpte han vetenskapsmannen Johann Heinrich Lambert att skapa Farbenpyramide, vilket ansågs vara en tillämpning av Tobias Mayers teoretiska skrifter om färger. Lambert publicerade resultatet av sitt arbete 1772 i Beschreibung einer mit dem Calauischen Wachse ausgemalten Farbenpyramide ("Beskrivning av färgpyramiden målad med Calaus vax").
Benjamin Calau var far till målaren Friedrich August Calau.